# Rerum Hungaricarum decades

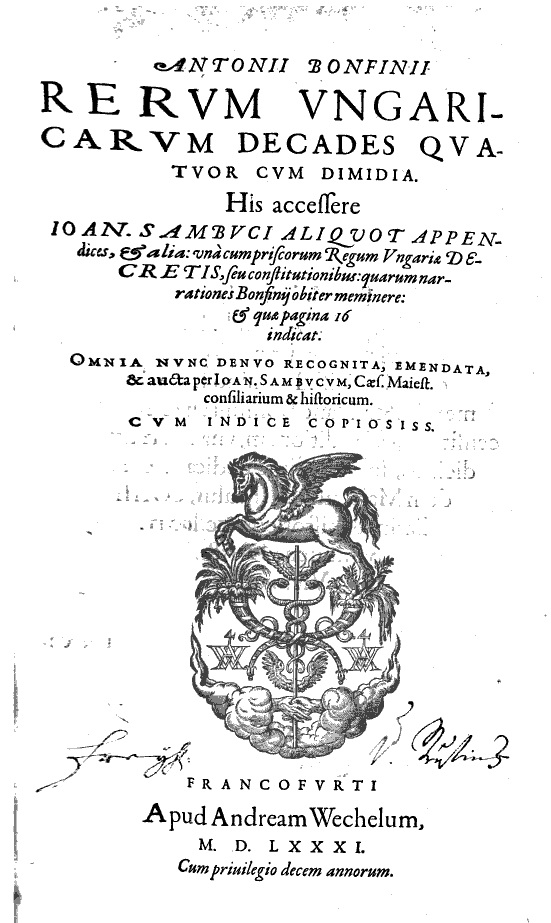
Rervm Vngaricarvm Decades Qvatvor Cvm Dimidia, Frankfurt, 1581.

I. Mátyás 1488-ban bízta meg Antonio Bonfinit a magyar történelem megírásával, reneszánsz szellemben, humanista stílusban. A tudós szerző egészen 1497-ig dolgozott Rerum Ungaricarum Decades (A magyar történelem tizedei) című művén.

## Leírás
A Thuróczi-krónika alapján dolgozott. A magyar előtörténetet az egyetemes történelembe ágyazva tárgyalta, sok ókori forrásból merítve. Fölhasználta hazánkban addig ismeretlen 10. századi írók munkáit is, közülük Liudprandot meg is nevezte. Saját korát szemtanúk beszámolói és saját élményei alapján írta meg. A mű külföldön is nagy érdeklődést keltett, elismerésül Bonfini II. Ulászlótól magyar nemességet kapott. A Jagelló-Habsburg örökösödési szerződés után a Decades Habsburg-ellenessége miatt süllyesztőbe került. A magyar múltról és az államalapításról szóló ismeretek a 19. századig főképp Bonfini művéből származtak, itthon és külföldön egyaránt. 
A mennybeli Istvánnak a hunok legősibb nemzetségéből született Taksony volt a nagyapja, apja Géza, nagybátyja Mihály, unokatestvére pedig Kopasz László és Vazul. Azt mondják, hogy Géza igencsak megutálta a szkíta vadságot, kezdett kilábalni a hunok pogány embertelenségéből, és azután sokkal engedékenyebbnek mutatkozott a külföldiek, mint a saját emberei iránt, tudniillik, hogy ne kelljen a magyarok fertőzött és szennyes lelkületét erőszakkal és fegyverrel kielégítenie, minden környező néppel övéi számára addig ismeretlen békét kötött. Ünnepélyes nyilatkozatban minden kereszténynek szabad belépést és sérthetetlen vendégjogot biztosított, a papoknak és a szent törvény tanítóinak tekintélyes fizetséget ígért, hogy a Pannóniákba édesgesse őket.
Nyomtatásban először Zsámboki János jelentette meg 1568-ban Bázelben Oláh Miklós Hungaria et Athila művével együtt.
Először a Decadesben található meg a pannóniai avarok históriája. Ennek beemelése a több évszázad alatt rögzült magyar krónikás hagyomány legfontosabb jellemvonásának, az előidők két részre tagolásának mondhatott volna ellent, ám az avarok ittlétét megörökítő előadás nem nőtte ki magát közbülső, harmadik fejezetté. Tagadta a szarmaták és a magyarok Petrus Ransanus Epithoma rerum Hungaricarumában megfogalmazott azonosítását. Ragaszkodott Thuróczi  nyomán a honfoglalás 744-es évszámához, így nála Árpád fejedelem korábbi történelmi személy, mint Nagy Károly frank uralkodó.

### Magyarul
- Antonio Bonfini: A magyar történelem tizedei. Fordította Kulcsár Péter. Balassi Kiadó, Bp., 1995 Online verzió
- Humanista történetírók. Szépirodalmi könyvkiadó. Magyar Remekírók Sorozat. Vál.: Kulcsár Péter. Szépirodalmi Könyvkiadó. Budapest, 1977, 122-289. oldal. ISBN 963-15-0913-3

### Latinul
- (latin) Antonio Bonfini: Rerum Ungaricarum decades. Zsámboky János (Ioan. Sambucus), Frankfurt, 1581

## Kapcsolódó szócikk
- Livius